# 劉愷威
劉愷威（1974年10月13日—），香港男藝人、制片人，劉丹之子。現主要在中國大陸發展。1993年获加拿大华人歌手选拔赛冠军，翌年加入香港無綫電視（TVB）。2005年在TVB拍攝首度擔任男主角的《甜孙爷爷》後離巢北上，2008年凭《凤穿牡丹》中霍冬青一角在中國大陸崭露头角，後主演《国色天香》、《娘妻》、《千山暮雪》、《美人无泪》、《盛夏晚晴天》、《千金女賊》等電視劇。
在2013和2014年度的福布斯中国名人榜中，刘恺威分别排名第49位和第19位。

## 經歷

### 早年经历
刘恺威籍貫山東威海衛行政區（今威海），生于香港。其父为香港资深演员劉丹，另有一妹刘璀翎。在十几岁的时候，刘恺威跟着家人移居加拿大。因为要拍戏，父亲刘丹经常在香港和加拿大之间奔波，家里常在一起的只有母亲、妹妹和刘恺威，才学会了英文。小时候他家里虽然经济条件很好，但他自己不得已找些事来做。暑假里，他拿着家里的用具给邻居打扫游泳池，赚了几块钱，后来也陆陆续续地找些工作来锻炼自己。

### 香港出道
1994年，刘恺威加入無綫，翌年和父亲刘丹合作，出演首部电视剧《真情》，同年簽約香港Sony Music，次年進入台灣Sony Music，並分別在97年推出國語專輯《LALALA我愛你》，98年推出粵語EP《A BOY'S STORY》。
1998年参演电视剧《鉴证实录2》，饰演法医杨志伦，与小堂菜演绎一对情侣。1999年参演电视剧《创世纪》，这部剧中刘恺威扮演罗嘉良的弟弟荣泽。2000年和谢霆锋一起出演《挞出爱火花》，扮演男二号。2001年-2003年，刘恺威分别出演了《皆大欢喜》的古装版和现代版，从这个阶段开始，刘恺威开始了转型之路。2005年出演無綫其第一部男主角电视剧《甜孙爷爷》后离开無綫。離開無綫後，劉亦接拍了亞洲電視的劇集《義無反顧》，飾演大反派葉輝煌/陳輝煌，與譚耀文、羅家英、郭藹明等合作。

### 大陸走红
2005年，刘恺威和任泉合作了第一部中國大陸电视剧《大清徽商》。之后刘恺威又和潘虹、胡静、任程伟合作拍摄了《灯火阑珊之遗嘱背后》。2008年，凭借在《凤穿牡丹》里扮演的“霍冬青”一角崭露头角，此后拍摄《娘妻》、《谁知女人心》、《国色天香》等电视剧，凭借《娘妻》获得江苏电视剧颁奖典礼“最佳男演员奖”。2011年因《千山暮雪》中饰演“莫绍谦”一角人气速增，跻身当红小生行列。
2012年，刘恺威在中國大陸的第一部电影《HOLD住爱》在七夕情人节上映，成为2012年七夕档上映影片票房冠军。同年，他主演的《战火西北狼》、《美人无泪》等电视剧也相继播出，收视网路成绩均不俗，《画皮之真爱无悔》、《江南四大才子》也相继拍摄完成。
2013年刘恺威主演并首次担任制片人的电视剧《盛夏晚晴天》播出，刷新了2013年影视剧网络播放最快破亿的纪录。同年，他时隔八年重演TVB剧集《风云天地》。此后，他出演了《喋血孤岛》，《一念向北》，《妻子的秘密》，《千金女贼》等剧集。

## 感情生活
1995年，劉愷威在拍攝電視劇《真情》時認識鄺文珣，及後發展成為戀人。
2001年，拍攝電視劇《皆大歡喜》時認識廖碧兒，及後發展成為戀人，戀情維持三年。
2005年，與模特兒顏穎思的姐姐Regine拍拖，戀情維持兩年。
2008年，與模特兒鄧慧琦拍拖，戀情維持一年。
2011年，拍摄电视剧《如意》時認識楊冪，10月13日曾有二人因戏生情的报道，但遭二人否认。
2012年1月8日，二人得知被偷拍后，不得已承认恋情。往后两年，两人感情稳定、先后合作主演了《HOLD住爱》和《盛夏晚晴天》两部影视作品。
2013年11月13日，劉愷威與楊冪在個人微博上宣布已結婚領證。2014年1月8日，二人舉行婚禮；同年6月1日，女儿“小糯米”刘梓兰出生。
2018年12月22日，刘恺威與楊冪通过二人所属的经纪公司嘉行传媒发布离婚声明。

## 演出作品

### 電視劇（中国大陆）
| 年份   | 劇名               | 角色      | 性質          |
| 2004年 | 大清徽商           | 陳元亮    |               |
| 2006年 | 權利背後           | 羅家輝    |               |
| 2007年 | 換子成龍           | 陳天雄    |               |
| 2007年 | 順娘               | 陳烏秋    |               |
| 2008年 | 一千滴眼淚         | 江浩天    |               |
| 2008年 | 江湖往事           | 小唐      |               |
| 2008年 | 鳳穿牡丹           | 霍冬青    |               |
| 2008年 | 單親媽媽           | 秦鬆平    |               |
| 2009年 | 娘妻               | 高耀宗    |               |
| 2010年 | 誰知女人心         | 趙安華    |               |
| 2010年 | 重生门             | 連承文    |               |
| 2010年 | 欢喜婆婆俏媳妇     | 铁长生    |               |
| 2010年 | 国色天香           | 香浩宇    |               |
| 2010年 | 战火西北狼         | 龙骁云    |               |
| 2011年 | 菩提树下           | 龙舞笙    |               |
| 2011年 | 大唐女將樊梨花     | 薛丁山    |               |
| 2011年 | 千山暮雪           | 莫绍谦    |               |
| 2011年 | 烽火儿女情         | 方俊杰    |               |
| 2012年 | 如意               | 谭铭凯    |               |
| 2012年 | 千山暮雪续集       | 莫绍谦    | 微电视剧      |
| 2012年 | 战火西北狼         | 龙骁云    |               |
| 2012年 | 山河戀·美人無淚    | 皇太极    |               |
| 2013年 | 画皮之真爱无悔     | 王英      |               |
| 2013年 | 盛夏晚晴天         | 乔津帆    | 兼任“制片人”  |
| 2013年 | 喋血孤岛           | 麦客      |               |
| 2014年 | 江南四大才子       | 唐伯虎    |               |
| 2014年 | 妻子的秘密         | 黎明朗    |               |
| 2015年 | 千金女贼           | 白正擎    |               |
| 2015年 | 抓住彩虹的男人     | 江余      |               |
| 2015年 | 你是我的姐妹       | 石天明    |               |
| 2015年 | 兩生花             | 秦漠/陈斌 |               |
| 2015年 | 你的传奇之危机四伏 | 莫先生    | 客串          |
| 2015年 | 蜂鳥               | 罗少卿    |               |
| 2016年 | 寂寞空庭春欲晚     | 康熙      |               |
| 2016年 | 一念向北           | 陸向北    | 兼任“制片人”  |
| 2016年 | 柠檬初上           | 左再骏    |               |
| 2016年 | 飞刀又见飞刀       | 李壞      |               |
| 2017年 | 周末父母           | 致远      | [ 13 ] [ 14 ] |
| 2017年 | 继承人             | 鄭昊      |               |
| 2018年 | 莽荒紀             | 纪宁      |               |
| 2018年 | 你和我的倾城时光   | 厉致谦    | 友情出演      |
| 2019年 | 外交风云           | 钱学森    | 友情出演      |
| 2020年 | 这就是生活         | 管一鹤    |               |
| 待播映 | 深海               | 唐柏豪    | 2017年拍摄    |

### 電視劇（香港無綫電視）
| 年份        | 劇名                       | 角色            | 性質             |
| 1995-1999年 | 真情                       | 李添安          | 男配角           |
| 1997年      | 迷離檔案                   | 張偉            | 男配角           |
| 1998年      | 撻出愛火花                 | 張永亮          | 男配角           |
| 1999年      | 鑑證實錄II                 | 楊志倫          | 男配角           |
| 1999年      | 創世紀                     | 葉榮澤          | 男配角           |
| 2000年      | 創世紀II天地有情           | 葉榮澤          | 男配角           |
| 2000年      | 勇探實錄                   | 李立明          | 男配角           |
| 2001-2002年 | 皆大歡喜 (古裝)            | 阮鯨單（阮壽）  | 男配角兼單元主角 |
| 2004-2005年 | 皆大歡喜 (時裝)            | 劉家星（星sir） | 男配角兼單元主角 |
| 2004年      | 翡翠戀曲                   | 莫希文          | 男配角           |
| 2004年      | 水滸無間道                 | 費文斌          | 閑角             |
| 2004年      | 廉政行動2004               | 張立山          | 男配角           |
| 2005年      | 甜孫爺爺                   | 文逸朗          | 第二男主角       |
| 2015年      | 风云天地（與中國大陸合拍） | 曹志遠          | 第一男主角       |

### 電視劇（香港亞洲電視）
| 年份   | 劇名     | 角色          | 性質       |
| 2006年 | 義無反顧 | 葉輝煌/陳輝煌 | 第二男主角 |

### 電視劇（新加坡新傳媒8頻道）
| 年份   | 劇名     | 角色   |
| 2005年 | 夢在手裡 | 范义杰 |

### 電視劇（台灣）
| 年份   | 劇名           | 角色 |
| 2009年 | 我在1949，等你 | 林鄉 |

### 電影
| 年份        | 地區     | 片名           | 角色     |
| 2000年      | 香港     | 龍鳳鬥智蟠龍坊 | 金科中   |
| 2000年      | 香港     | 緣分有份TAKE 2 | 雷歐     |
| 2003-2005年 | 香港     | 某年某月某日   | 王勇     |
| 2003-2005年 | 香港     | 神勇鐵金剛     | 酒店侍應 |
| 2003-2005年 | 香港     | 絕種好男人     | 阿蟲     |
| 2009年      | 香港     | 迴路           | 劉志明   |
| 2012年      | 中國大陸 | hold住愛       | 陶小磊   |
| 2021年      | 中國大陸 | 夢境人生       | [ 17 ]   |

### 綜藝節目
| 年份   | 名稱                 | 平台                   | 出現集數 |
| ------ | -------------------- | ---------------------- | -------- |
| 2015年 | 黄金线路             | 中国中央电视台财经频道 | 固定成员 |
| 2018年 | 跨界歌王第三季       | 北京衛視               |          |
| 2022年 | 披荆斩棘的哥哥第二季 | 湖南卫视 芒果TV        |          |
| 2022年 | 暖暖的火锅           | 北京卫视               | 10月9日  |

### 話劇
刘恺威在今年开始转行演话剧，这也是他对自己的演艺生涯的最新规划。刘丹说刘恺威为了演话剧，今年已经推掉了两部电视剧。
| 年份   | 日期               | 劇名         | 角色 | 導演                               | 城市       | 地點                             | 備註                         |
| 2020年 | 12月5日－12月6日   | 雷雨 雷雨.後 | 周萍 | 埃里克•拉卡斯卡德 (Éric Lacascade) | 海口       | 海口湾演艺中心                   | 保利·央华 2020年度制作连台戏 |
| 2020年 | 12月12日－12月13日 | 雷雨 雷雨.後 | 周萍 | 埃里克•拉卡斯卡德 (Éric Lacascade) | 沈阳       | 沈阳盛京大剧院                   |                              |
| 2020年 | 12月19日－2月20日  | 雷雨 雷雨.後 | 周萍 | 埃里克•拉卡斯卡德 (Éric Lacascade) | 天津大剧院 | 大剧院                           |                              |
| 2020年 | 12月23日－12月27日 | 雷雨 雷雨.後 | 周萍 | 埃里克•拉卡斯卡德 (Éric Lacascade) | 北京       | 北京保利剧院                     |                              |
| 2021年 | 1月2日－2月3日     | 雷雨 雷雨.後 | 周萍 | 埃里克•拉卡斯卡德 (Éric Lacascade) | 河南       | 河南艺术中心                     |                              |
| 2021年 | 1月9日－1月10日    | 雷雨 雷雨.後 | 周萍 | 埃里克•拉卡斯卡德 (Éric Lacascade) | 南京       | 南京保利大剧院                   |                              |
| 2021年 | 1月16日－1月17日   | 雷雨 雷雨.後 | 周萍 | 埃里克•拉卡斯卡德 (Éric Lacascade) | 长沙       | 长沙梅溪湖国际文化艺术中心大剧院 |                              |
| 2021年 | 1月23日－1月24日   | 雷雨 雷雨.後 | 周萍 | 埃里克•拉卡斯卡德 (Éric Lacascade) | 山西       | 山西大剧院                       |                              |
| 2021年 | 9月4日－9月5日     | 雷雨 雷雨.後 | 周萍 | 埃里克•拉卡斯卡德 (Éric Lacascade) | 山西       | 山西大剧院                       | 第二轮全国巡演               |
| 2021年 | 9月11日－9月12日   | 雷雨 雷雨.後 | 周萍 | 埃里克•拉卡斯卡德 (Éric Lacascade) | 温州       | 温州大剧院                       |                              |
| 2021年 | 9月18日－9月19日   | 雷雨 雷雨.後 | 周萍 | 埃里克•拉卡斯卡德 (Éric Lacascade) | 珠海       | 珠海大剧院                       |                              |
| 2021年 | 10月2日－10月3日   | 雷雨 雷雨.後 | 周萍 | 埃里克•拉卡斯卡德 (Éric Lacascade) | 福州       | 福州海峡文化艺术中心             |                              |
| 2021年 | 10月9日－10月10日  | 雷雨 雷雨.後 | 周萍 | 埃里克•拉卡斯卡德 (Éric Lacascade) | 惠州       | 惠州文化艺术中心                 |                              |
| 2021年 | 10月16日－10月17日 | 雷雨 雷雨.後 | 周萍 | 埃里克•拉卡斯卡德 (Éric Lacascade) | 厦门       | 厦门嘉庚剧院                     |                              |
| 2021年 | 10月22日－10月24日 | 雷雨 雷雨.後 | 周萍 | 埃里克•拉卡斯卡德 (Éric Lacascade) | 上海       | 上海大剧院                       |                              |
| 2021年 | 11月6日－11月7日   | 雷雨 雷雨.後 | 周萍 | 埃里克•拉卡斯卡德 (Éric Lacascade) | 广西       | 广西文化艺术中心                 |                              |
| 2021年 | 11月13日－11月14日 | 雷雨 雷雨.後 | 周萍 | 埃里克•拉卡斯卡德 (Éric Lacascade) | 重庆       | 重庆大剧院                       |                              |
| 2021年 | 11月20日－11月21日 | 雷雨 雷雨.後 | 周萍 | 埃里克•拉卡斯卡德 (Éric Lacascade) | 武汉       | 武汉琴台大剧院                   |                              |
| 2022年 | 8月6日－8月7日     | 雷雨 雷雨.後 | 周萍 | 埃里克•拉卡斯卡德 (Éric Lacascade) | 云南       | 云南省大剧院                     | 第三轮全国巡演               |
| 2022年 | 8月13日            | 雷雨 雷雨.後 | 周萍 | 埃里克•拉卡斯卡德 (Éric Lacascade) | 山西       | 山西大剧院                       |                              |
| 2022年 | 8月20日            | 雷雨 雷雨.後 | 周萍 | 埃里克•拉卡斯卡德 (Éric Lacascade) | 淮安       | 淮安大剧院                       |                              |
| 2023年 | 1月7日－1月8日     | 雷雨 雷雨.後 | 周萍 | 埃里克•拉卡斯卡德 (Éric Lacascade) | 北京       | 北京保利剧院                     |                              |

## 音樂作品

### 音樂專輯
| 發行日期 | 專輯              | 唱片公司 | 語言  | 曲目 |
| -------- | ----------------- | -------- | ----- | --- |
| 1997年   | 《LaLaLa 我愛你》 | 新力唱片 | 國語  | 曲目 1. 相愛的理由 2. Lalala我愛你 3. 我們的擁抱 4. 愛情三日遊 5. Why Why Why 6. 寂寞夜未眠 7. 選擇題 8. 我喜歡你的笑 9. 新引擎 10. 你不懂愛 |
| 1998年   | 《A BOY'S STORY》 | 新力唱歌 | 粵 語 | 曲目 1. 愛情軟件 2. 偷進你的夢 3. 童話 4. 盲頭烏蠅 5. 情詩 6. 別月 7. 偷進你的夢(Summer Version)                                             |

### 電視劇中的歌曲
| 年 份 | 片 名          | 性 質  | 歌 曲            | 備註                     |
| ----- | -------------- | ------ | ---------------- | ------------------------ |
| 2005  | 甜孫爺爺       | 插曲   | 頭等             |                          |
| 2006  | 大城小故事     | 主題曲 | 大智             |                          |
| 2006  | 義無反顧       | 插曲   | 何去何從         |                          |
| 2007  | 順娘           | 片頭曲 | 順流如下         |                          |
| 2010  | 誰知女人心     | 片頭曲 | 愛上你我今生無悔 |                          |
| 2011  | 千山暮雪       | 片頭曲 | 千山             |                          |
| 2012  | 如意           | 片尾曲 | 錯怪             | 與楊冪合唱               |
| 2012  | 如意           | 插曲   | 明天會怎樣       |                          |
| 2013  | 盛夏晚晴天     | 主題曲 | 盛夏的天空       |                          |
| 2013  | 盛夏晚晴天     | 插曲   | 如果愛老了       | 與楊冪合唱               |
| 2013  | 畫皮之真愛無悔 | 主題曲 | 落葉             | 與白冰合唱               |
| 2013  | 畫皮之真愛無悔 | 片尾曲 | 飛花             |                          |
| 2014  | 江南四大才子   | 片頭曲 | 太瘋癲           | 太瘋癲與李立高昊遲帥合唱 |
| 2014  | 妻子的秘密     | 片頭曲 | 愛情曾來過       |                          |
| 2015  | 抓住彩虹的男人 | 片頭曲 | 抓不住的溫柔     |                          |
| 2016  | 寂寞空庭春欲晚 | 片頭曲 | 無終             |                          |
| 2016  | 一念向北       | 片頭曲 | 一念向北         |                          |
| 2016  | 一念向北       | 片尾曲 | 為愛回歸         |                          |
| 2017  | 继承人         | 插曲   | 明明爱           | 與蒋欣合唱               |

## 奬项
| 年份   | 頒獎典禮                                    | 獎項                           | 劇名               |
| 2011年 | 2011國劇盛典                                | 2011年度演藝偶像獎             | 《千山暮雪》       |
| 2013年 | 北京電視劇之夜頒獎典禮                      | 2012年度觀眾喜愛的最具潛質演員 |                    |
| 2013年 | 2013福布斯中国名人榜                        | 49                             |                    |
| 2014年 | 第2屆亞洲彩虹獎                             | 優秀男演員                     | 《盛夏晚晴天》     |
| 2014年 | 2014福布斯中国名人榜                        | 19                             |                    |
| 2014年 | 第13届华鼎奖                                | 中国古装题材电视剧最佳男演員   | 《画皮之真爱无悔》 |
| 2015年 | 2015国剧盛典                                | 2015年度最具人气演員（港台）   | 《你是我的姐妹》   |
| 2015年 | 2015福布斯中国名人榜                        | 35                             |                    |
| 2016年 | 2016上海電視劇製播年 會暨中國電視劇品質盛典 | 年度最具魅力男演員             | 《抓住彩虹的男人》 |
| 2017年 | 美国亚洲影视节 金橡树奖                     | 最佳男演員                     | 《继承人》         |
| 2017年 | 2017福布斯中国名人榜                        | 76                             |                    |